# Museo diocesano (Bitonto)

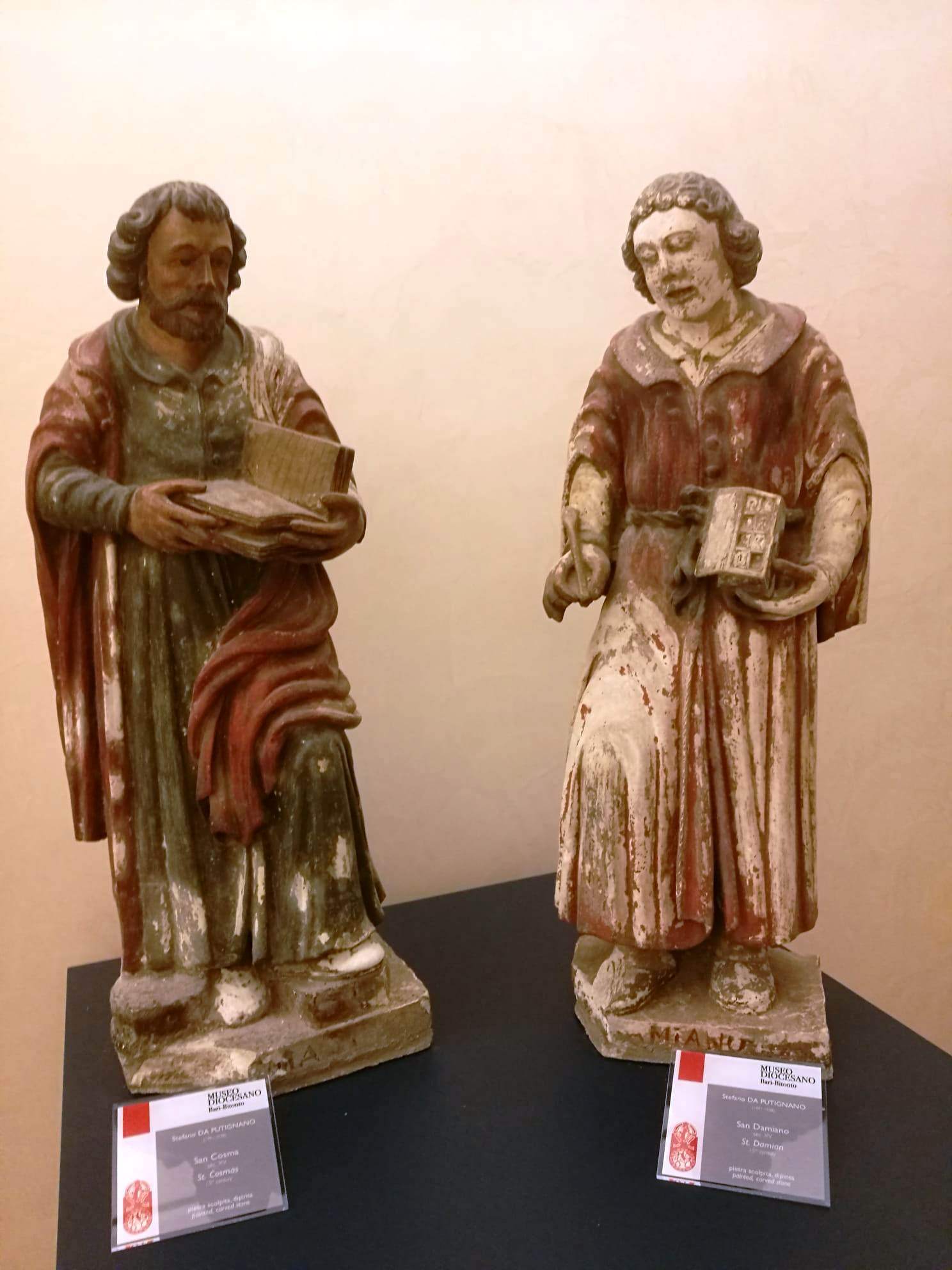
Statue dei Santi Medici conservate nel museo

Creato tra il 1969 e il 1970, il Museo Diocesano "Aurelio Marena" è il museo dell'arcidiocesi di Bari-Bitonto, che raccoglie i beni artistici della concattedrale di Bitonto di numerose altre chiese del territorio bitontino. La ricca collezione precedentemente ospitata nella  curia vescovile ha sede presso l'ex seminario vescovile annesso alla chiesa di San Francesco della Scarpa. La struttura, articolata su due livelli e dotata di un giardino pensile, ospita oltre 2500 pezzi che lo rendono il museo diocesano più grande del Mezzogiorno.

## Il museo
Il primo piano è dedicato alla pittura dell'Ottocento e del Novecento in Puglia. Vi sono esposti anche vasi di Sèvres e arredi sacri del XIX e del XX secolo. Nella teca a cavallo tra la prima e la seconda sala troviamo manufatti dell'età pre-classica rinvenuti nelle stazioni preistoriche localizzate nei centri viciniori mentre particolarmente preziosi sono gli argenti di manifattura napoletana, conservati nell'omonima sala, alcuni del XV e XVI secolo, tra cui paramenti liturgici (stole ricamate in oro zecchino) e un lapidario con elementi decorativi di architettura romanica (tra cui un pluteo a tarsie e un capitello a racemi).
Il secondo piano è dedicato ai dipinti dei secoli Seicento e Settecento ma vi sono anche sculture del XV e XVII secolo. Di particolare interesse un'icona lignea raffigurante la Vergine di autore bizantino databile al XII secolo e un crocefisso del XIV secolo di scuola umbra. Si possono ammirare anche affreschi provenienti dalla chiesa di San Leucio vecchio, una Madonna con Bambino dell'artista fiammingo Anton Van Dyck del XVI secolo, un presepe in pietra attribuito a Stefano da Putignano da alcuni e a Nuzzo Barba di Galatina da altri, poi una statua in legno dorato di San Gregorio Magno. Presenti anche il dipinto con l'Adorazione dei pastori, di Marco Pino, del 1576 e una Flagellazione di Giuseppe della Porta, pittore locale, della prima metà del XVIII secolo.
Nel terzo piano sono sistemate opere realizzate da artisti della scuola bitontina del XVII secolo come Alonso de Corduba, Carlo Rosa, Nicola Gliri, Francesco Altobelli. Tra esse spiccano una tela di Carlo Rosa raffigurante la Vergine e i santi protettori di Bitonto commissionato ex voto nel 1656, Cristo e la Samaritana sempre del Rosa e un'Annunciazione del frate Giovanni da Bitonto.